# One Piece: Treasure Wars 2 - Buggyland e yōkoso
One Piece: Treasure Wars 2 - Buggyland e yōkoso (ONE PIECE トレジャーウォーズ2 バギーランドへようこそ?, Wan Pīsu: Torejā Wōzu Tsū Bagī Rando-e Yōkoso), è un videogioco strategico a turni prodotto e sviluppato da Bandai per WonderSwan Color, uscito esclusivamente in Giappone, e basato sul manga e anime One Piece. Questo videogioco è il sequel di One Piece: Treasure Wars.

## Modalità di gioco
Nel videogioco è possibile scegliere tra uno dei personaggi della ciurma di Cappello di Paglia per giocare in uno dei livelli in un gioco strategico simile al gioco dell'oca. Durante il gioco è possibile anche combattere in un minigioco contro uno degli avversari.

## Personaggi

### Utilizzabili
- Monkey D. Rufy
- Roronoa Zoro
- Nami
- Usop
- Sanji
- TonyTony Chopper
- Nico Robin

### Non utilizzabili
- Bagy
- Albida
- Kabaji
- Mohji
- Gaimon
- Kuro
- Creek
- Arlong
- Smoker
- Tashigi
- Hina
- Jango
- Fullbody
- Drakul Mihawk
- Mr. 5
- Miss Valentine
- Mr. 4
- Miss Merry Christmas
- Mr. 3
- Miss Golden Week
- Mr. 2 Von Clay
- Mr. 1
- Miss Doublefinger
- Crocodile
- Portuguese D. Ace
- Pandaman

## Accoglienza
Al momento dell'uscita, i quattro recensori della rivista Famitsū hanno dato un punteggio di 27/40.